# Any Mother's Son
Any Mother's Son è un film televisivo drammatico del 1997 diretto da David Burton Morri.
Il film, sebbene sia stato fatto per la televisione, ha avuto una distribuzione limitata nelle sale dal 27 dicembre 1996.

## Trama
Il film è basato sulla storia vera del sottufficiale della marina statunitense Allen Schindler, assassinato da due dei suoi compagni marinai mentre era di istanza in Giappone. Due mesi dopo la madre di Schindler scopre che il movente dell'omicidio fu la sua omosessualità. Lei, a questo punto, decide di combattere la propria omofobia e i tentativi della marina di coprire il crimine.

## Accoglienza

### Incassi
Il film ha incassato 671.437 dollari americani.

### Critica
Sull'aggregatore di recensioni Rotten Tomatos il film gode del 69% di recensioni positive con un voto medio di 6.3/10. Su Metacritic il film ha un punteggio di 50/100 su una media di 4 critici.

## Riconoscimenti
- GLAAD Media Award 1998 nella categoria miglior film per la televisione - vinto
- CableACE Awards nella categoria migliore attrice in un film o miniserie (Bonnie Bedelia) - candidatura